# El-Khokha
A thébai temetőkörzetek egy központi része az El-Khokha-nak nevezett (arabul: الخوخه) terület, Dejr el- Bahari és a Ramesszeum között félúton. Tőle északnyugatra Sejh Abd el-Kurna dombjának sírjai, északkeletre El-Asszaszif temetője, délnyugatra pedig III.Thotmesz halotti temploma található. A temetőben öt sír az Ó-Birodalom idejéből való és több mint ötven az Első Átmeneti-kor, a XVII.-XIX.-XX. dinasztia és a Késői-kor idejére datálható.

## Sírok
- TT39 – Puimré
- TT48 – Amenemhat Szurer
- TT49 – Noferhotep
- TT172 – Mentiiwi
- TT173 – Hai
- TT174 – Ismeretlen
- TT175 – Ismeretlen
- TT176 – Amonuszerhet
- TT177 – Amenemopet
- TT178 – Kenro (Neferrenpet)
- TT179 – Nebamon
- TT180 – Ismeretlen
- TT181 – Ipuki vagy Nebamon
- TT182 – Amenemhat
- TT183 – Nebszumenu
- TT184 – Nefermenu
- TT185 – Szenioker
- TT186 – Ihi
- TT187 – Pahihet
- TT198 – Rija
- TT199 – Amenarnoferu
- TT200 – Dedi
- TT201 – Ré
- TT202 – Nahtamon
- TT203 – Wennefer
- TT204 – Nebanenszu
- TT205 – Thotmesz
- TT206 – Ipuemheb
- TT207 – Horemheb
- TT208 – Roma
- TT209 – Szeremhatrehit
- TT238 – Noferweben
- TT245 – Hori
- TT246 – Szenenré
- TT247 – Szamut
- TT248 – Thotmesz
- TT253 – Hnummosze
- TT254 – Mosze (Amenmosze)
- TT256 – Nebenkemet
- TT257 – Mahu vagy Noferhotep
- TT258 – Menheper
- TT264 – Ipi
- TT294 – Amenhotep (később Roma elfoglalta)
- TT295 – Paroi (Thotmesz)
- TT296 – Neferszeheru vagy Pabasza
- TT362 – Paaneuwaszet
- TT363 – Paréemheb
- TT365 – Nofermenu
- TT369 – Haemuaszet
- TT370 – Ismeretlen
- TT371 – Ismeretlen
- TT372 – Amonhau
- TT373 – Amonmesszu
- TT374 – Amenemopet
- TT405 – Henti
- B1* – Mehehi
- B2* – Amennoferu
- B3* – Hauf
- B4 (TT41)
- B4 (TT386)
- B1 – Mehi